# Paracrias laticalcar
Paracrias laticalcar är en stekelart som beskrevs av Alex Gumovsky 2001. Paracrias laticalcar ingår i släktet Paracrias och familjen finglanssteklar. Inga underarter finns listade i Catalogue of Life.